# Mary Faber
Mary Faber (ur. 8 sierpnia 1979 w Greenville) – amerykańska aktorka filmowa, serialowa i dubbingowa.

## Filmografia
- 2013: Grand Theft Auto V jako The Local Population (głos)[1]
- 2013: Marvel Heroes jako Jean DeWolff / She-Hulk / Spider-Girl (głos)[1]
- 2014: Elder Scrolls Online jako Female Breton #1 / Female Bosmer #1 (głos)[1]
- 2015: Świat w opałach jako Ashley[1]
- 2016–2017: Magiczne Magimiecze jako Morbidia (głos)[1]
- 2016–2017: Klinika dla Pluszaków jako Quackson / Karaoke Katie[1]
- 2016: Hairspray Live! jako Understudy Velma / Prudy / Health Ed Teacher[1]
- 2018: Kidding jako Macy[1]